# غراهام غان
غراهام غان (بالإنجليزية: Graham Gunn)‏ هو فلاح وسياسي أسترالي، ولد في 5 سبتمبر 1942 في خليج ستريكي في أستراليا. نشط حزبياً في تحالف الليبرالية والريفي (1974 – 1974). وقد انتخب Speaker of the South Australian House of Assembly ‏ (11 فبراير 1994 – 2 ديسمبر 1997) وفي 2002 South Australian state election ‏، انتخب عضو مجلس النواب جنوب أستراليا من الجمعية عن دائرة Electoral district of Stuart ‏ وقد انضم خلال فترته النيابية ‏ (11 أكتوبر 1997 – 19 مارس 2010)  للكتلة البرلمانية حزب أستراليا الليبرالي (فرع جنوب أستراليا) ‏ وفي 1993 South Australian state election ‏، انتخب عضو مجلس النواب جنوب أستراليا من الجمعية عن دائرة Electoral district of Eyre (South Australia) ‏ وقد انضم خلال فترته النيابية ‏ (30 مايو 1970 – 10 أكتوبر 1997)  للكتلة البرلمانية حزب أستراليا الليبرالي (فرع جنوب أستراليا) ‏.